# Breakwater Point
Der Breakwater Point (englisch für Wellenbrecherspitze) ist eine Landspitze an der Nordküste Südgeorgiens. Am nordwestlichen Ufer der Bay of Isles markiert sie die Westseite der Einfahrt zur Koppervik.
Der Name der Landspitze erscheint erstmals auf einer Landkarte der britischen Admiralität aus dem Jahr 1931.